# Willibald Gebhardt
Karl August Willibald Gebhardt (17. ledna 1861 Berlín – 30. dubna 1921 Berlín) byl německý přírodovědec, který se zabýval fototerapií. Byl také jedním ze zakladatelů olympijského hnutí v Německu, první německý člen Mezinárodního olympijského výboru a propagátor moderních olympijských her.

## Kariéra

### Studia a počátky kariéry
Willibald Gebhardt byl synem berlínského knihtiskaře. Vystudoval Fridrichovo reálné gymnázium a poté vystudoval chemii, zčásti v Marburgu a většinou v Berlíně, kde promoval v roce 1885. Po většinu svého života a dokonce i poté byl často označován za lékaře, přičemž proti tomuto nedorozumění sám obtížně bojoval.
Od roku 1885 pracoval v rodinném podniku, který převzal jeho bratr po otcově smrti. V roce 1890 si vybral svůj dědický podíl a odcestoval do USA. Také tam se věnoval tehdy populárnímu oboru hygieně, který tehdy nezahrnoval jen otázky čistoty, ale též všeobecného zdraví. V Americe si také vybudoval vztah ke sportu jako prostředku posilování zdraví, sám byl aktivní šermíř.

### Vrcholná kariéra
Protože se v Americe podnikatelsky neprosadil, v roce 1895 se vrátil zpět do Německa. Tam se zapojil do organizace sportovního života. Řídil přípravy účasti Německa na prvních olympijských hrách 1896 v Aténách, ve stejném roce se stal prvním německým členem Mezinárodního olympijského výboru. Stál také v čele organizace německé účasti na olympijských hrách v letech 1900 a 1904 a tehdy se také stal ředitelem a tajemníkem Německého říšského výboru pro olympijské hry (DRAfOS).
Navrhoval uspořádání Olympijských her 1908 v Berlíně, ale neuspěl a kvůli sporům se svými oponenty, včetně Pierra de Coubertin, začal od roku 1905 významné posty opouštět. Nakonec odešel z celého DRAfOS a v roce 1909 rezignoval i na svůj post v Mezinárodním olympijském výboru.
Vedle své činnosti v olympijském hnutí byl Gebhardt stále aktivní i v oblasti výzkumu fyziologické chemie. Byl německým průkopníkem fototerapie. Jako první přivezl do Evropy elektrické žárovkové lázně, které objevil na světové výstavě v roce 1893 v Chicagu a nechal je umístit v nově otevřených lázních na Postupimské ulici v Berlíně. Tam se později v roce 1902 stal ředitelem. V roce 1898 výsledky svých výzkumů publikoval v knize Léčivá síla světla.
Pokoušel se také o založení speciálního institutu sportovní vědy, k čemuž ale nenašel dostatečnou odezvu. Jiným směrem ho inspirovala vědkyně Katharina Zurkalowská, se kterou se oženil v roce 1908. Na její popud vymyslel a nechal si patentovat vylepšený automat na kávu.

### Pozdější život
Po roce 1909 už Gebhardt nevykonával žádné funkce ve sportovním světě. Navíc se potýkal i s finančními potížemi. Jeho další aktivity jsou povětšinou neznámé. V roce 1917 napsal protestní dopis k přejmenování DRAfOS na Německý říšský výbor pro tělesná cvičení (německy Deutscher Reichsausschuss für Leibesübungen); s takovým odklonem od myšlenky olympismu rozhodně nesouhlasil.
V letech 1918 a 1919 žili Gebhardtovi krátce v Nizozemsku, ale pak se vrátili do Berlína. V roce 1920 se naposledy ze všech sil zapojil do olympijského hnutí, jelikož nesouhlasil s vyloučením států, které byly označené za viníky první světové války, z účasti na Letních olympijských hrách 1920. Pro Gebhardta byly olympijské hry prostředkem přátelství národů. Proto navrhoval založení Svazu národů pro Olympijské hry (německy Völkerbund für Olympische Spiele). K velkému zklamání ale nenašel podporu ani doma v Německu.
Zemřel v roce 1921 při nevyjasněné dopravní nehodě.

## Gebhardt a olympismus

### První olympijské aktivity
Krátce po svém návratu z Ameriky se dověděl o zahájení příprav Letních olympijských her 1896 v Aténách a rozhodl se probudit dosud spící německý zájem o účast. Rychle přitom pochopil rivalitu mezi turnerským a sportovním prostředím v Německu. Za její vyřešení považoval založení zastřešující organizace. Prvním krokem k jejímu vzniku bylo uspořádání společné přehlídky sportů a turnerské gymnastiky v létě 1895 v budově starého říšského sněmu v Berlíně.
Jelikož měla přehlídka úspěch, Gebhardt založil v září 1895 Německý svaz pro spot, hry a turnerství a stal se jeho předsedou. Dalším krokem, který plánoval, bylo vyslat na olympijské hry do Atén pod hlavičkou nově vzniklého svazu německou reprezentaci. Proti tomu se ale postavily Německý turnerský svaz (německy Deutsche Turnerschaft) a Ústředního výboru pro podporu mládeže a lidových her. Po takovém neúspěchu již 18. listopadu odstoupil z funkce předsedy svazu, který nyní ovládal Turnerschaft.
Přehlídka navíc měla pro Gebhardta i úřední dohru. Kvůli nespokojenosti se stavem budovy horní parlamentní komory, tzv. Pruského panského domu (německy Preußisches Herrenhaus) se obrátil přímo na ministerstvo vnitra. Takový v té době nezvyklý krok vedl k tomu, že na něj otevřela svazek tajná policie, které byly podezřelé také jeho zájem o olympijské myšlenky a související styky. Svazek byl uzavřen až v roce 1913.

### Založení Německého olympijského výboru
Během několika dní ale napsal návrh na založení Výboru pro účast Německa na olympijských hrách v Aténách. 13. prosince 1895 se v berlínském hotelu U čtyř ročních období sešlo 40 osobností z Gebhardtova okolí. Řecký velvyslanec Kleon Rangavis, rovněž Gebhardtův známý, je tam přesvědčil, že první olympijské hry nemají proběhnout bez účasti Německa.
Německo se tak zapojilo do olympijského hnutí, ve kterém nebylo dosud vítáno. Kvůli prusko-francouzské válce v letech 1870 a 1871 byly totiž vztahy obou zemí narušené. I když tvůrce ideje moderních olympijských her Francouz Pierre de Coubertin usiloval o překonání této propasti, přesto nakonec proběhl mezinárodní sportovní kongres na Sorbonně v Paříži v červenci 1894, kde bylo rozhodnuto o založení Mezinárodního olympijského výboru a obnovení olympijských her, bez německé účasti.
Založený Výbor pro účast Německa na olympijských hrách v Aténách se stal prvním německým národním olympijským výborem. Jeho předsedou se stal korunní princ Philipp Ernst Hohenlohe-Schillingsfürst, syn bývalého pruského říšského kancléře, a místopředsedou princ Albert von Schleswig-Holstein. Gebhardt se stal tajemníkem výboru.

### Německá účast na Olympijských hrách 1896

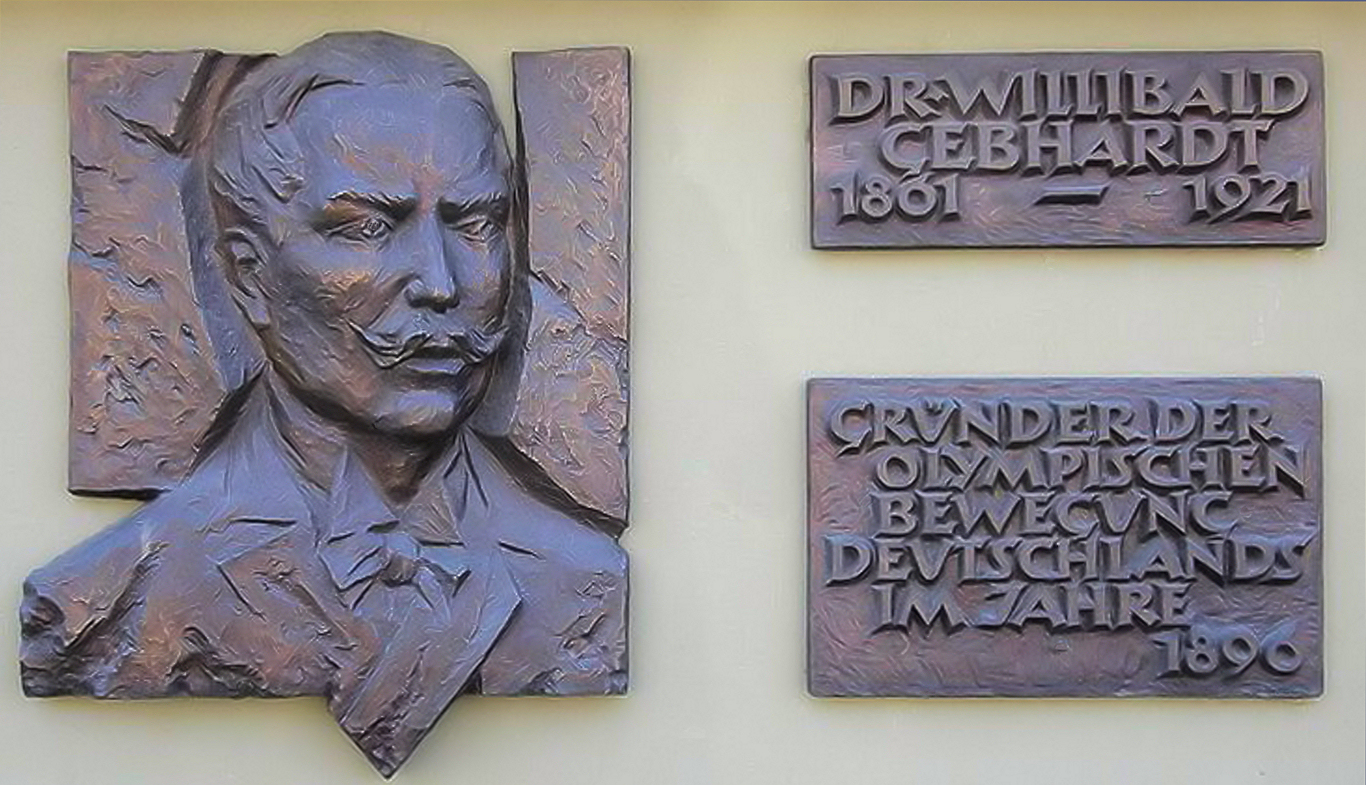
Pamětní deska na budově Gebhardtova sportovního střediska v Berlíně-Schönebergu

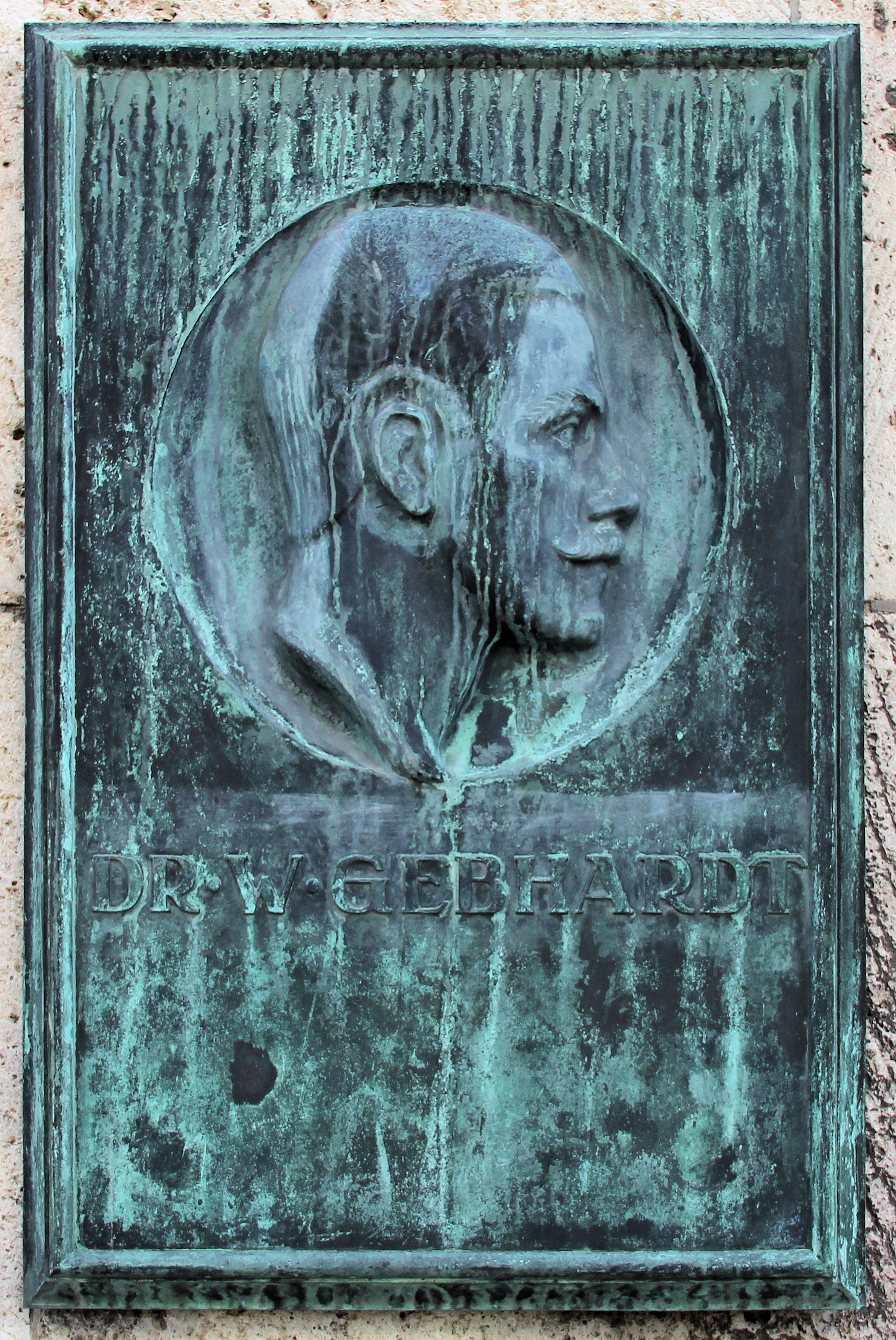
Pamětní deska na Olympijském stadionu v Berlíně

Jen o několik dní později ale německý Ústřední výbor pro podporu mládeže a lidových her zaslal organizačnímu výboru v Aténách dopis, ve kterém odhlásil svou již potvrzenou účast. Důvodem byly poznámky zveřejněné ve francouzském tisku a přisuzované Coubertinovi, stejně jako fakt, že v Mezinárodním olympijském výboru nebyl od založení v roce 1894 žádný Němec. Proti olympijským hrám se kvůli svému přirozenému nacionalismu stavěli také turneři, a tak vypadal konflikt mezi Gebhardtovým výborem a oběma dalšími institucemi nevyhnutelný.
Gebhardt se proto kromě působení doma v Německu rozhodl obrátit na samotného Coubertina. Na konci prosince 1895 mu v dopisu představil nově založený výbor a požádal ho o vyjádření k jeho údajným poznámkám. Současně tím ale sledoval i zájem získat pro Německo místo v Mezinárodním olympijském výboru. Zároveň se obrátil dopisem na Řeka Demetria Vikelase, tehdejšího předsedu Mezinárodního olympijského výboru. Vikelas se k jeho připomínkám postavil otevřeně a v lednu 1896 navrhl Gebhardtovo přijetí do Mezinárodního olympijského výboru.
Gebhardt využil této nabídky jako argumentu pro účast Německa na Hrách. Na konci února dokonce vydal brožurku s názvem Mělo by se Německo zúčastnit Olympijských her? Napomenutí německým turnerům a sportovcům. Ale Německý ústřední výbor stále odmítal. Gebhardt ale na nic nečekal. Začal vyjednávat s jednotlivými sportovními spolky a organizacemi, aby měl přímý kontakt na konkrétní sportovce, a získával už i finanční prostředky pro německou účast.
Ani spor s Turnerschaftem neutichal. Gebhardt se tak obrátil na turnerské sdružení přímo v Aténách a tamní cvičence osobně přesvědčil k účasti na hrách. V polovině března 1896, jen 24 dní před zahájením her, se konalo poslední zasedání Výboru pro účast Německa na Olympijských hrách v Aténách. Německý tým se skládal z 21 sportovců a 8 členů doprovodu. Vedoucím výpravy se stal Gebhardt. Výsledkem jednání bylo také rozhodnutí, že Gebhardt přijme provizorní členství v Mezinárodním olympijském výboru.

### Členství v Mezinárodním olympijském výboru

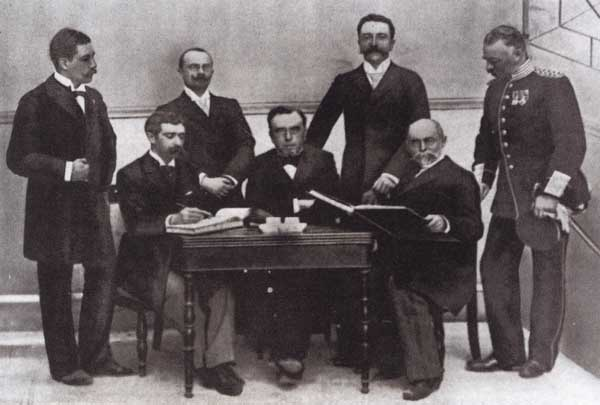
Členové MOV v roce 1896 v Aténách (zleva Gebhardt, Guth-Jarkovský, Kemény, Balck; sedící Coubertin, Bikelas, Butovskij)

Oficiální přijetí Gebhardta do Mezinárodního olympijského výboru bylo tehdy v Coubertinově pravomoci. Obtížnou situaci odporu vůči všemu německému Coubertinovi usnadnilo Vikelasovo doporučení a Gebhardt byl tedy zařazen do seznamu členů MOV.
Jak se ale ukázalo, nechtěl být pasivním členem. Hned na první zasedání výboru, kterého se zúčastnil 6. dubna 1896 v Aténách, přišel s několika návrhy. Navrhl svolání nového olympijského kongresu, který by upravil některá ustanovení olympijské organizace. Požádal o přidělení Olympijských her 1904 Berlínu a trval také na vypracování oficiálního reportu z Her v Aténách. Gebhardt se záhy stal jedním z nejaktivnějších členů MOV, ale zároveň jedním z nejkritičtějších.
Po Letních olympijských hrách 1900 v Paříži Gebhardt kritizoval jak jejich špatnou organizaci obecně, tak některé incidenty mířené proti německým účastníkům konkrétně. V roce 1901 na zasedání MOV oficiálně navrhl, aby se hry konaly pravidelně jednou za dva roky, vždy na střídačku v Aténách a jednom velkém městě. Přitom znovu navrhl, aby se pořadatelem stal i Berlín, tentokrát pro Hry v roce 1908. 
Gebhardtova kritika se prohloubila po třetích olympijských hrách v St. Louis v roce 1904. Coubertin tehdy čelil i tlaku na své odstoupení. Za jeho nepřítomnosti pak zasedal MOV v roce 1906, při tzv. mezihrách v Aténách, kde Gebhardt společně se svým přítelem Ferencem Keménym prosadil řadu reforem. Gebhardt se tak stal v Coubertinových očích definitivně rebelem.
Z Mezinárodního olympijského výboru Gebhardt odešel v roce 1909. Mělo to více důvodů – spory s Coubertinem, jeho odchod z Německého říšského výboru pro olympijské hry, který si pak nárokoval svého zástupce v MOV, deziluze z neschopnosti prosadit své návrhy a v neposlední řadě i finanční tíseň, kvůli které měl problémy účastnit se jednání výboru. Za dobu, ve které působil v MOV, byl Gebhardt jeho významným členem, inspirátorem i Coubertinovým oponentem, průkopníkem myšlenek, z nichž některé – například vznik národních olympijských grémií nebo sportovního soudního tribunálu – předběhly svou dobu.

### Německo na Olympijských hrách 1900 a 1904 a na mezihrách 1906
Po skončení Olympijských her v Aténách byl výbor pro německou účast rozpuštěn a jeho obecná a zastřešující náhrada stále nebyla představitelná. Gebhardt se mezitím účastnil založení německého šermířského svazu a byl od března 1897 do listopadu 1898 jeho předsedou.
Před Olympijskými hrami 1900 Gebhardt využil svých zkušeností z předchozí olympiády. V roce 1899 tak vznikl Výbor pro účast Německa na Olympijských hrách v Paříži. Navíc se mu podařilo získat příspěvek 10 tisíc marek z fondu říšského komisaře pro Světovou výstavu. Díky tomu Gebhardt vedl v Paříži třetí největší výpravu ze všech zúčastněných zemí.
Také tento výbor byl po skončení Her v Paříži rozpuštěn. Gebhardt ale mezitím v roce 1901 podal žádost o přidělení Olympijských her 1908 a věděl, že k úspěchu kandidatury potřebuje stálou organizaci. Cesta k ní vedla opět přes ad hoc Německý výbor pro Olympijské hry v St. Louis 1904. Gebhardt se snažil získat účast turnerů i Ústředního výboru. Zatímco Turnerschaft setrvával na svém odmítavém stanovisku, u Ústředního výboru tentokrát i díky myšlence na uspořádání Her v Německu uspěl. Výsledkem bylo založení Německého říšského výboru pro olympijské hry (německy Deutscher Reichsausschuss für Olympische Spiele, DRAfOS), jehož se Gebhardt stal ředitelem a prvním tajemníkem.
Hry v St. Louis, rovněž rozptýlené do programu Světové výstavy, ale nebyly úspěšné, odmítnuta byla i kandidatura Berlína na pořádání her v roce 1908 a navíc byl Gebhardt v čele DRAfOS nahrazen svým konkurentem hrabětem Egbertem Hoyerem von der Asseburg. Ten pak už dohlížel i na účast na tzv. olympijských mezihrách v Aténách v roce 1906, i když se jich spolu s Asseburgem zúčastnil ve vedení výpravy i sám Gebhardt.
Následně se ale spory mezi Gebhardtem a vojensky laděným předsedou Asseburgem, prohloubily. Gebhardt v říjnu 1906 ani nekandidoval na čelní funkce v DRAfOS. Asseburg poté dokonce naléhal na Coubertina, aby Gebhardt odešel z Mezinárodního olympijského výboru. Gebhardtovo znechucení vyvrcholilo, když 28. listopadu 1908 vystoupil z DRAfOS a následně odešel i z MOV.

## Odkaz
Za svého života byl Gebhardt vyznamenán řeckým králem Jiřím I. V roce 1908 obdržel také pruský královský Korunní řád IV. třídy.
Dlouhou dobu po jeho smrti bylo jméno Willibalda Gebhardta prakticky neznámé. Jedinými připomínkami byly pamětní deska na Olympijském stadionu v Berlíně a jeho jméno neslo také jedno hřiště v berlínském olympijském parku. Od roku 1971 se jižní nábřeží Olympijského jezera v mnichovském olympijském parku jmenuje po Gebhardtovi Willi-Gebhardt-Ufer.
V roce 1992 byl v Essenu založen Willibald-Gebhardt-Institut (WGI) zabývající se vztahem sportu a společnosti a v roce 2003 bylo sportovní středisko v Berlíně-Schönebergu přejmenováno Willibald-Gebhardt-Sportzentrum Schöneberg. V roce 2005 vznikla Nadace Willibalda Gebhardta pro podporu sportování dětí a mládeže.
V roce 2014 byl uveden do Síně slávy německého sportu.